# Fédération du Panama de basket-ball
La Fédération du Panama de basket-ball (Federación Panameña de Baloncesto) est une association, fondée en 1958, chargée d'organiser, de diriger et de développer le basket-ball au Panama.
La Fédération représente le basket-ball auprès des pouvoirs publics ainsi qu'auprès des organismes sportifs nationaux et internationaux et, à ce titre, le Panama dans les compétitions internationales. Elle défend également les intérêts moraux et matériels du basket-ball panaméen. Elle est affiliée à la FIBA depuis 1958, ainsi qu'à la FIBA Amériques.
La Fédération organise également le championnat national.